# Матч всех звёзд женской НБА 2000 года
Матч всех звёзд женской НБА 2000 года (англ. 2000 WNBA All-Star Game) — ежегодная показательная баскетбольная игра, прошедшая в понедельник, 17 июля 2000 года, в Финиксе (штат Аризона) на домашней площадке команды «Финикс Меркури» «Америка Уэст-арена». Эта встреча стала вторым матчем всех звёзд (ASG) в истории женской национальной баскетбольной ассоциации (ВНБА) и первым, проведённым в Финиксе, второй прошёл в 2014 году. Матч транслировался телевизионным каналом NBC в 7:00 вечера по Североамериканскому восточному времени (ET), а судьями на этом матче работали Барб Смит, Билл Стоукс и Лиза Маттингсли.
Сборная Запада под руководством Ван Ченселлора в упорной борьбе обыграла сборную Востока Ричи Адубато со счётом 73:61, тем самым продолжив серию побед до двух игр подряд и увеличив счёт в очном противостоянии (2:0). Первый матч всех звёзд женской НБА также выиграла сборная Запада. Самым ценным игроком этой игры была признана Тина Томпсон, представляющая на нём команду «Хьюстон Кометс».

## Матч всех звёзд

### Составы команд
Игроки стартовых пятёрок матча всех звёзд женской НБА выбираются по итогам электронного голосования, проводимого среди болельщиков на официальном сайте лиги — WNBA.com. Выбор баскетболисток резервного состава команд Востока и Запада проводится путём голосования среди главных тренеров клубов, входящих в конференцию, причём они не могут голосовать за своих собственных подопечных. До 2013 года наставники могли выбрать двух защитников, двух форвардов, одного центрового и ещё двух игроков вне зависимости от их амплуа. В 2014 году позиции форварда и центрового были объединены в единую категорию нападения, после чего наставники команд стали голосовать за двух защитников, трёх игроков нападения и одного игрока независимо от позиции. Если та или иная баскетболистка не может участвовать в ASG из-за травмы или по болезни, то их заменяют специально отобранные для этого резервисты.
По правилам женской НБА на тренерский мостик сборных Запада и Востока назначаются наставники команд, которые принимали участие в финале прошлого сезона, исключением являются матчи всех звёзд 1999 и 2009 годов. В 1999 году в финальной серии всего турнира играли команды «Хьюстон Кометс» и «Нью-Йорк Либерти», поэтому сборной Запада руководил Ван Ченселлор, а сборной Востока — Ричи Адубато.
9 июля ВНБА опубликовала итоги голосования среди поклонников на официальном сайте ассоциации, по результатам которого в стартовую пятёрку сборной Запада попали Тиша Пенишейру, Синтия Купер, Шерил Свупс, Лиза Лесли и Тина Томпсон. В стартовую пятёрку сборной Востока вошли Тереза Уизерспун, Сью Уикс, Чамик Холдскло, Никки Маккрей и Тадж Макуильямс.
12 июля были опубликованы итоги голосования среди главных тренеров команд ВНБА, по результатам которого резервистами Запада стали Натали Уильямс, Брэнди Рид, Бетти Леннокс, Мвади Мабика, Кэти Смит и Иоланда Гриффит. Запасными же Востока стали Шэннон Джонсон, Мерлакия Джонс, Никеша Сейлс, Андреа Стинсон, Венди Палмер и Тари Филлипс. Однако Купер из-за травмы не смогла принять участие в этой игре, в результате этого образовавшееся вакантное место в стартовой пятёрке Востока заняла Смит, на замену которой в состав резервистов Востока была включена Делиша Милтон.
По результатам голосования второй раз на матч всех звёзд получили вызов Тиша Пенишейру, Синтия Купер, Шерил Свупс, Тина Томпсон, Натали Уильямс, Иоланда Гриффит, Лиза Лесли, Тереза Уизерспун, Никки Маккрей, Чамик Холдскло, Тадж Макуильямс, Шэннон Джонсон, Мерлакия Джонс и Никеша Сейлс.
В данной таблице опубликованы полные составы сборных Запада и Востока предстоящего матча.
| Поз.                                           | Игрок             | Команда             | Выбор             |
| Стартовая пятёрка                              | Стартовая пятёрка | Стартовая пятёрка   | Стартовая пятёрка |
| ---------------------------------------------- | ----------------- | ------------------- | ----------------- |
| З                                              | Тиша Пенишейру    | Сакраменто Монархс  | 2-й               |
| З                                              | Синтия Купер[a]   | Хьюстон Кометс      | 2-й               |
| Ф                                              | Шерил Свупс       | Хьюстон Кометс      | 2-й               |
| Ф                                              | Тина Томпсон      | Хьюстон Кометс      | 2-й               |
| Ц                                              | Лиза Лесли        | Лос-Анджелес Спаркс | 2-й               |
| Запасные игроки                                |                   |                     |                   |
| З                                              | Бетти Леннокс     | Миннесота Линкс     | 1-й               |
| З                                              | Мвади Мабика      | Лос-Анджелес Спаркс | 1-й               |
| Ф                                              | Делиша Милтон[b]  | Лос-Анджелес Спаркс | 1-й               |
| Ф                                              | Брэнди Рид        | Финикс Меркури      | 1-й               |
| Ф                                              | Кэти Смит[c]      | Миннесота Линкс     | 1-й               |
| Ф                                              | Натали Уильямс    | Юта Старз           | 2-й               |
| Ц                                              | Иоланда Гриффит   | Сакраменто Монархс  | 2-й               |
| Главный тренер: Ван Ченселлор (Хьюстон Кометс) |                   |                     |                   |

| Поз.                                            | Игрок             | Команда           | Выбор             |
| Стартовая пятёрка                               | Стартовая пятёрка | Стартовая пятёрка | Стартовая пятёрка |
| ----------------------------------------------- | ----------------- | ----------------- | ----------------- |
| З                                               | Тереза Уизерспун  | Нью-Йорк Либерти  | 2-й               |
| З                                               | Никки Маккрей     | Вашингтон Мистикс | 2-й               |
| Ф                                               | Чамик Холдскло    | Вашингтон Мистикс | 2-й               |
| Ф                                               | Сью Уикс          | Нью-Йорк Либерти  | 1-й               |
| Ф                                               | Тадж Макуильямс   | Орландо Миракл    | 2-й               |
| Запасные игроки                                 |                   |                   |                   |
| З                                               | Шэннон Джонсон    | Орландо Миракл    | 2-й               |
| З                                               | Мерлакия Джонс    | Кливленд Рокерс   | 2-й               |
| З                                               | Никеша Сейлс      | Орландо Миракл    | 2-й               |
| З                                               | Андреа Стинсон    | Шарлотт Стинг     | 1-й               |
| Ф                                               | Венди Палмер      | Детройт Шок       | 1-й               |
| Ц                                               | Тари Филлипс      | Нью-Йорк Либерти  | 1-й               |
| Главный тренер: Ричи Адубато (Нью-Йорк Либерти) |                   |                   |                   |

- a  Игроки, не принимавшие участие в матче из-за травмы.
- b  Игроки, заменившие в нём травмированных.
- c  Игроки, начавшие игру в стартовой пятёрке, вместо травмированных.

### Ход матча
Большая часть первой половины игры прошла в равной борьбе, небольшое преимущество переходило от Запада к Востоку и наоборот, однако за несколько минут до её завершения сборная Запада ненадолго захватила инициативу в свои руки, в результате чего отправилась на большой перерыв, имея комфортное преимущество в семь очков (40:33). После большого перерыва ситуация в матче кардинально не изменилась, инициатива ненадолго переходила от Запада к Востоку и наоборот, и за 2:47 до конца встречи составляла те же семь очков (66:59). Через 55 секунд Тари Филлипс сократила отставание сборной Востока до пяти очков (66:61), впрочем это был последний успех сборной Востока, после которого её игроки больше не смогли поразить кольцо соперника. В ответ сборная Запада усилиями Иоланды Гриффит, Брэнди Рид и Тишы Пенишейру установила окончательный результат матча. В итоге игра завершилась победой команды Запада со счётом 73:61, которая второй раз подряд выиграла матч всех звёзд.
Самым ценным игроком этого матча была признана Тина Томпсон из «Хьюстон Кометс», которая набрала 13 очков, совершила 11 подборов, сделала 3 перехвата и 1 блок-шот. Кроме этого лучшими игроками матча, предопределившими победу сборной Запада, стали Лиза Лесли, набравшая 16 очков и 6 подборов, Мвади Мабика, набравшая 10 очков и Иоланда Гриффит, набравшая 10 очков и 10 подборов. Лучшими баскетболистками команды Востока стали Тадж Макуильямс, набравшая 10 очков, 9 подборов и 2 перехвата, Тари Филлипс, набравшая 10 очков, 9 подборов и 3 блок-шота, Чамик Холдскло, набравшая 9 очков и 4 подбора, Шэннон Джонсон, набравшая 6 очков, 3 подбора, 2 передачи и 3 перехвата и Мерлакия Джонс, набравшая 6 очков.
| 17 июля 2000 года 7:00 pm (ET) | Протокол | Сборная Запада                   | 73:61    | Сборная Востока         | Америка Уэст-арена, Финикс (штат Аризона) Зрителей: 17 717 Судьи: Барб Смит Лиза Маттингсли Билл Стоукс | NBC |
| 17 июля 2000 года 7:00 pm (ET) | Протокол | Счёт по половинам: 40:33, 33:28. |          |                         | Америка Уэст-арена, Финикс (штат Аризона) Зрителей: 17 717 Судьи: Барб Смит Лиза Маттингсли Билл Стоукс | NBC |
| 17 июля 2000 года 7:00 pm (ET) | Протокол | Лиза Лесли 16                    | Очки     | Филлипс и Макуильямс 10 | Америка Уэст-арена, Финикс (штат Аризона) Зрителей: 17 717 Судьи: Барб Смит Лиза Маттингсли Билл Стоукс | NBC |
| 17 июля 2000 года 7:00 pm (ET) | Протокол | Тина Томпсон 11                  | Подборы  | Филлипс и Макуильямс 9  | Америка Уэст-арена, Финикс (штат Аризона) Зрителей: 17 717 Судьи: Барб Смит Лиза Маттингсли Билл Стоукс | NBC |
| 17 июля 2000 года 7:00 pm (ET) | Протокол | Тиша Пенишейру 4                 | Передачи | Тереза Уизерспун 3      | Америка Уэст-арена, Финикс (штат Аризона) Зрителей: 17 717 Судьи: Барб Смит Лиза Маттингсли Билл Стоукс | NBC |

### Полная статистика матча
В данной таблице показан подробный статистический анализ этого матча.

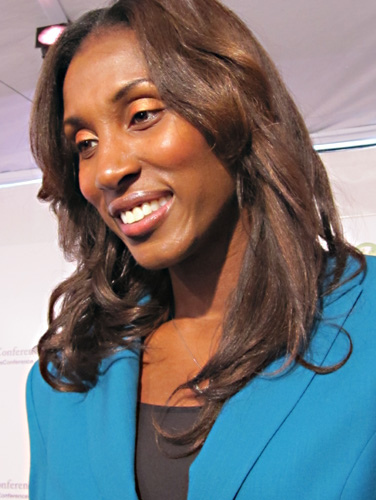
Лиза Лесли, лучший игрок матча по очкам (16)
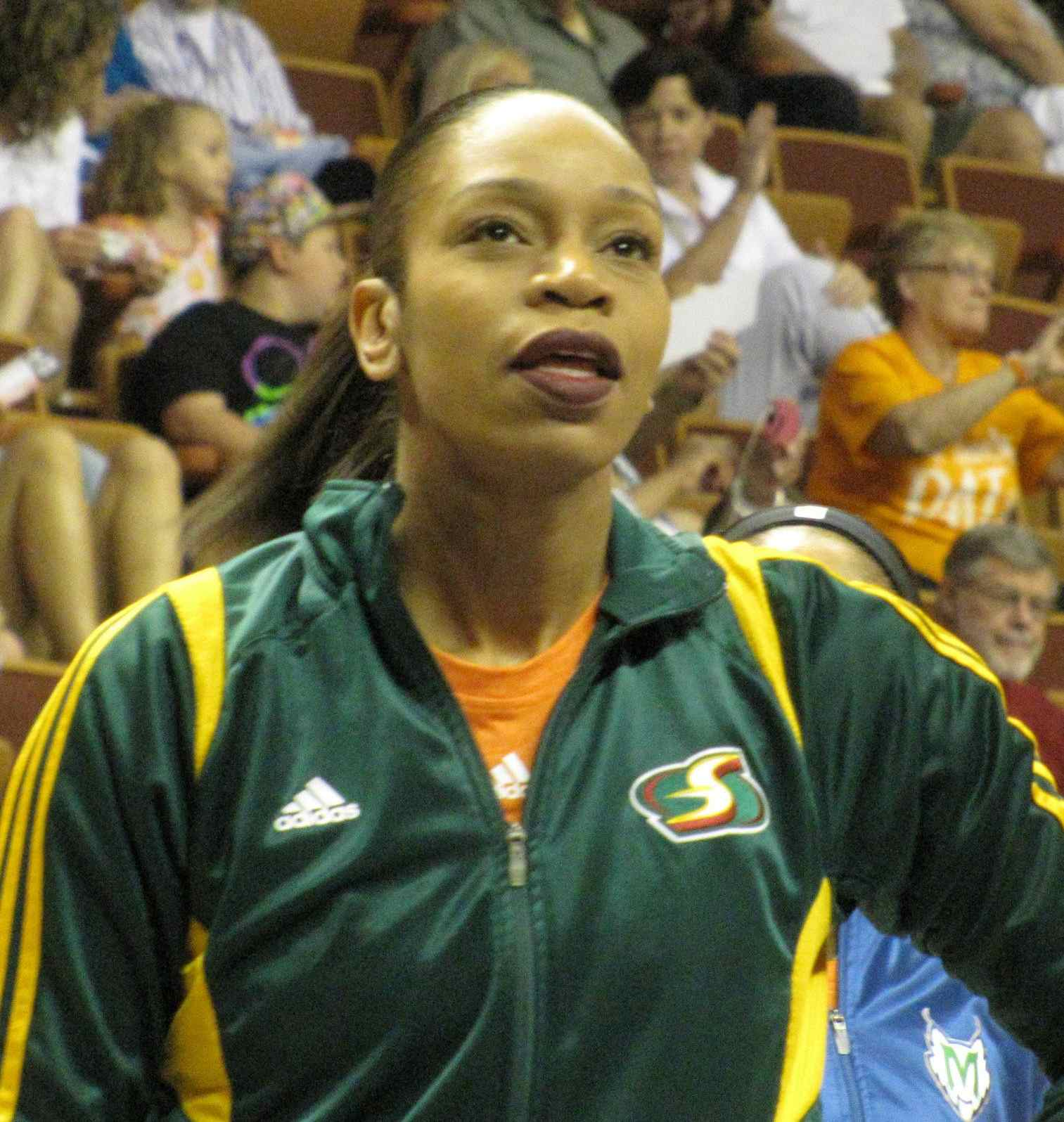
Тина Томпсон, лучшая по подборам (11) и MVP матча
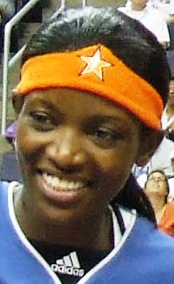
Делиша Милтон-Джонс, второй игрок матча по передачам (3)
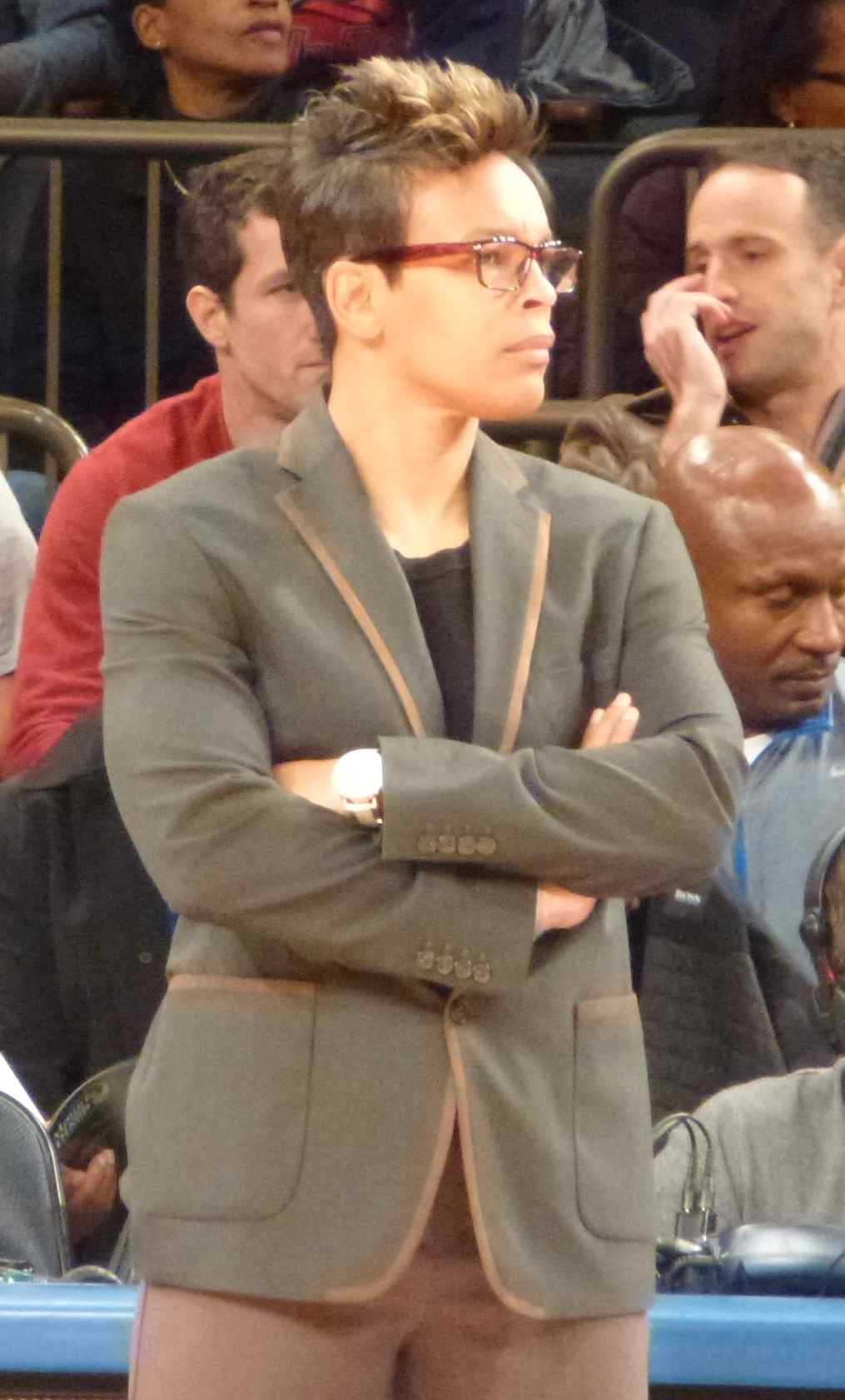
Тереза Уизерспун, лучший игрок матча по перехватам (3)
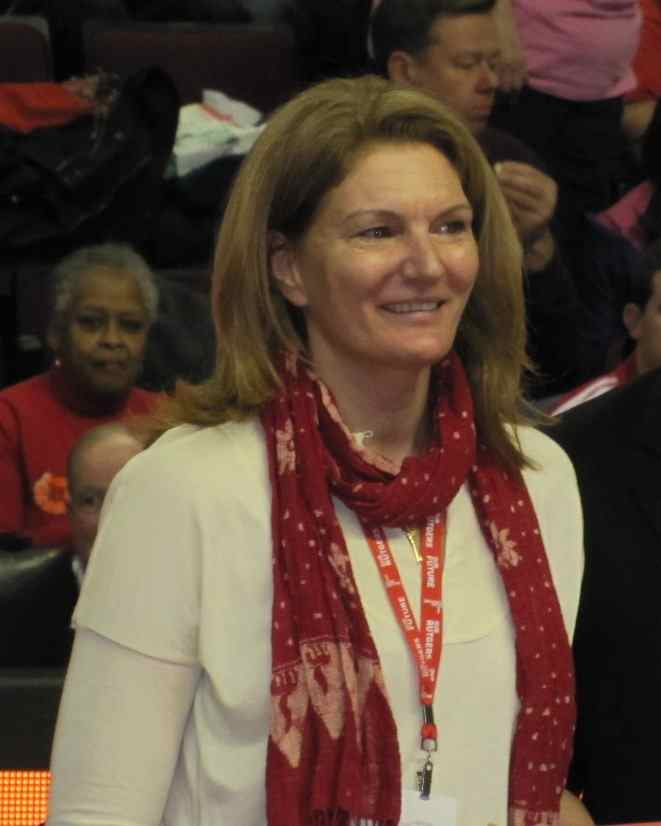
Сью Уикс, второй игрок матча по блок-шотам (1)

| Звёзды Западной конференции |                         |           |       |      |       |     |     |     |     |    |    |     |    |     |
| Стартовая пятёрка           | Команда                 | MIN       | FG    | 3P   | FT    | OFF | DEF | TOT | AST | ST | BS | TOV | PF | PTS |
| Тиша Пенишейру              | Сакраменто Монархс      | 18        | 1-2   | 0-1  | 1-2   | 0   | 2   | 2   | 4   | 1  | 0  | 7   | 0  | 3   |
| Кэти Смит                   | Миннесота Линкс         | 9         | 0-2   | 0-2  | 0-0   | 0   | 1   | 1   | 2   | 2  | 0  | 0   | 0  | 0   |
| Шерил Свупс                 | Хьюстон Кометс          | 13        | 3-7   | 0-1  | 0-0   | 1   | 5   | 6   | 3   | 0  | 0  | 2   | 1  | 6   |
| Тина Томпсон[d]             | Хьюстон Кометс          | 16        | 5-14  | 1-4  | 2-2   | 6   | 5   | 11  | 1   | 3  | 1  | 4   | 1  | 13  |
| Лиза Лесли                  | Лос-Анджелес Спаркс     | 14        | 8-15  | 0-0  | 0-0   | 4   | 2   | 6   | 0   | 0  | 1  | 0   | 0  | 16  |
| Запасные игроки             |                         |           |       |      |       |     |     |     |     |    |    |     |    |     |
| Бетти Леннокс               | Миннесота Линкс         | 21        | 1-3   | 1-2  | 0-0   | 2   | 3   | 5   | 1   | 0  | 0  | 4   | 1  | 3   |
| Мвади Мабика                | Лос-Анджелес Спаркс     | 16        | 3-7   | 2-3  | 2-2   | 0   | 1   | 1   | 2   | 1  | 0  | 1   | 1  | 10  |
| Делиша Милтон-Джонс         | Лос-Анджелес Спаркс     | 21        | 2-2   | 0-0  | 0-0   | 3   | 1   | 4   | 3   | 0  | 0  | 0   | 0  | 4   |
| Брэнди Рид                  | Финикс Меркури          | 20        | 1-11  | 0-2  | 1-2   | 0   | 4   | 4   | 0   | 2  | 0  | 3   | 1  | 3   |
| Натали Уильямс              | Юта Старз               | 23        | 2-6   | 0-0  | 1-2   | 4   | 6   | 10  | 0   | 1  | 0  | 0   | 3  | 5   |
| Иоланда Гриффит             | Сакраменто Монархс      | 22        | 3-8   | 0-0  | 4-6   | 5   | 5   | 10  | 0   | 0  | 1  | 2   | 0  | 10  |
| Всего                       |                         | 193:00[e] | 29-77 | 4-15 | 11-16 | 25  | 35  | 60  | 16  | 10 | 3  | 23  | 8  | 73  |
| Главный тренер              | Ван Ченселлор (Хьюстон) |           |       |      |       |     |     |     |     |    |    |     |    |     |

| Звёзды Восточной конференции |                         |           |       |      |      |     |     |     |     |    |    |     |    |     |
| Стартовая пятёрка            | Команда                 | MIN       | FG    | 3P   | FT   | OFF | DEF | TOT | AST | ST | BS | TOV | PF | PTS |
| Тереза Уизерспун             | Нью-Йорк Либерти        | 15        | 1-4   | 0-1  | 0-0  | 1   | 2   | 3   | 3   | 3  | 0  | 4   | 3  | 2   |
| Никки Маккрей                | Вашингтон Мистикс       | 18        | 1-11  | 1-6  | 2-2  | 0   | 0   | 0   | 1   | 3  | 0  | 3   | 0  | 5   |
| Чамик Холдскло               | Вашингтон Мистикс       | 24        | 4-11  | 0-0  | 1-2  | 1   | 3   | 4   | 1   | 0  | 0  | 1   | 0  | 9   |
| Сью Уикс                     | Нью-Йорк Либерти        | 8         | 1-6   | 0-0  | 0-0  | 0   | 3   | 3   | 0   | 0  | 1  | 0   | 0  | 2   |
| Тадж Макуильямс              | Орландо Миракл          | 17        | 4-8   | 0-0  | 2-2  | 7   | 2   | 9   | 0   | 2  | 0  | 0   | 2  | 10  |
| Запасные игроки              |                         |           |       |      |      |     |     |     |     |    |    |     |    |     |
| Шэннон Джонсон               | Орландо Миракл          | 24        | 2-6   | 0-4  | 2-2  | 0   | 3   | 3   | 2   | 3  | 1  | 1   | 4  | 6   |
| Мерлакия Джонс               | Кливленд Рокерс         | 13        | 3-8   | 0-0  | 0-0  | 1   | 1   | 2   | 0   | 0  | 0  | 1   | 1  | 6   |
| Никеша Сейлс                 | Орландо Миракл          | 10        | 2-5   | 1-3  | 0-0  | 3   | 0   | 3   | 1   | 2  | 0  | 0   | 1  | 5   |
| Андреа Стинсон               | Шарлотт Стинг           | 12        | 1-6   | 0-1  | 1-1  | 1   | 1   | 2   | 2   | 1  | 0  | 3   | 0  | 3   |
| Венди Палмер                 | Детройт Шок             | 18        | 1-6   | 0-2  | 1-2  | 0   | 2   | 2   | 0   | 0  | 0  | 0   | 1  | 3   |
| Тари Филлипс                 | Нью-Йорк Либерти        | 27        | 5-14  | 0-2  | 0-3  | 8   | 1   | 9   | 1   | 0  | 3  | 2   | 4  | 10  |
| Всего                        |                         | 186:00[f] | 25-85 | 2-19 | 9-14 | 22  | 18  | 40  | 11  | 14 | 5  | 15  | 16 | 61  |
| Главный тренер               | Ричи Адубато (Нью-Йорк) |           |       |      |      |     |     |     |     |    |    |     |    |     |

- d  Жирным курсивным шрифтом выделена статистика самого ценного игрока матча.
- e  На официальном сайте женской НБА указано, что по итогам этого матча баскетболистки сборной Запада в общей сложности провели на площадке 193 минуты, хотя на самом деле их количество должно равняться 200 минутам.
- f  На официальном сайте женской НБА указано, что по итогам этого матча баскетболистки сборной Востока в общей сложности провели на площадке 186 минут, хотя на самом деле их количество должно равняться 200 минутам.